# Physella zionis
Physella zionis – gatunek ślimaka z rodziny rozdętkowatych (Physidae). Jest endemitem Parku Narodowego Zion w Stanach Zjednoczonych.
Physella zionis zamieszkuje głównie dwa kaniony w Parku Narodowym Zion (Orderville i Zion) oraz tereny wokół tych kanionów wzdłuż rzeki Virgin na odcinku ok. 5 km. Żyje na wilgotnych ścianach skalnych.
Dużym zagrożeniem dla Physella zionis są mróz i powodzie oraz osuwające się skały.